# Algernon Capell (2e comte d'Essex)
Algernon Capell, 2e comte d'Essex (28 décembre 1670 - 10 janvier 1710, Watford) de Cashiobury House, Watford, Hertfordshire, est un noble anglais, un soldat et un courtisan.

## Biographie
Il est le fils d'Arthur Capel (1er comte d'Essex) (1631-1683) de son épouse Elizabeth Percy, fille d'Algernon Percy (10e comte de Northumberland).
Après le Suicide de son père en 1683, il devient le 2e comte d'Essex. Il occupe le poste de gentilhomme de la chambre du roi Guillaume III entre 1691 et 1702. Il est colonel du 4e dragons entre 1693 et 1710 et, en 1708, est nommé conseiller privé par la reine Anne.

## Famille
Le 28 février 1698, Algernon Capell épouse Mary Bentinck, fille de Hans Willem Bentinck (1er comte de Portland) de son épouse Anne Villiers, dont il a trois enfants,:
- William Capell (3e comte d'Essex) (1697-1743), fils et héritier, marié deux fois.
  - Tout d'abord à Jane Hyde (décédée en janvier 1723-1724), fille de Henry Hyde (4e comte de Clarendon), dont il a deux filles.
  - En deuxièmes noces, avec Elizabeth Russell (décédée le 8 juin 1784), fille de Wriothesley Russell (2e duc de Bedford), dont il a des enfants, dont William Capell (4e comte d'Essex).
- Mary Capel (décédée le 12 novembre 1762), épouse d'Alan Brodrick (2e vicomte Midleton) (décédé le 8 juin 1747), avec descendance.
- Elizabeth Capell, qui s'est mariée deux fois:
  - Tout d'abord à Samuel Molyneux, sans descendance.
  - puis à Nathaniel St. André, sans descendance.